# Eureka – Die geheime Stadt/Episodenliste
Diese Episodenliste enthält alle Episoden der US-amerikanischen Mysteryserie Eureka – Die geheime Stadt, sortiert nach der US-amerikanischen Erstausstrahlung. Zwischen 2006 und 2012 entstanden in fünf Staffeln 77 Episoden mit einer Länge von jeweils etwa 42 Minuten.

## Übersicht
| Staffel | Episodenanzahl | Erstausstrahlung USA | Erstausstrahlung USA | Deutschsprachige Erstausstrahlung | Deutschsprachige Erstausstrahlung |
| Staffel | Episodenanzahl | Staffelpremiere      | Staffelfinale        | Staffelpremiere                   | Staffelfinale                     |
| ------- | -------------- | -------------------- | -------------------- | --------------------------------- | --------------------------------- |
| 1       | 12             | 18. Juli 2006        | 3. Oktober 2006      | 25. Februar 2008                  | 26. Mai 2008                      |
| 2       | 13             | 10. Juli 2007        | 2. Oktober 2007      | 30. Juni 2008                     | 22. September 2008                |
| 3       | 18             | 29. Juli 2008        | 18. September 2009   | 6. Juli 2009                      | 20. September 2010                |
| 4       | 21             | 9. Juli 2010         | 6. Dezember 2011     | 11. April 2011                    | 22. Mai 2013                      |
| 5       | 13             | 16. April 2012       | 16. Juli 2012        | 27. August 2012                   | 27. März 2013                     |

## Staffel 1
Die Erstausstrahlung der ersten Staffel war vom 18. Juli bis zum 3. Oktober 2006 auf dem US-amerikanischen Kabelsender Syfy zu sehen. Die deutschsprachige Erstausstrahlung sendete der deutsche Free-TV-Sender ProSieben vom 25. Februar bis zum 26. Mai 2008.
| Nr. (ges.) | Nr. (St.) | Deutscher Titel            | Originaltitel      | Erstausstrahlung USA | Deutschsprachige Erstausstrahlung (D) | Regie            | Drehbuch                                                                         |
| ---------- | --------- | -------------------------- | ------------------ | -------------------- | ------------------------------------- | ---------------- | -------------------------------------------------------------------------------- |
| 1          | 1         | Am Ende der Zeit           | Pilot              | 18. Juli 2006        | 25. Feb. 2008                         | Peter O’Fallon   | Andrew Cosby & Jaime Paglia                                                      |
| 2          | 2         | S.A.R.A.H.                 | Many Happy Returns | 25. Juli 2006        | 3. März 2008                          | Jeffery Levy     | Andrew Cosby & Jaime Paglia                                                      |
| 3          | 3         | Sommernachtstraumsinvasion | Before I Forget    | 1. Aug. 2006         | 10. März 2008                         | Michael Robison  | Handlung: Karl Schaefer Schauspiel: John Rogers                                  |
| 4          | 4         | Angriff der Außerirdischen | Alienated          | 8. Aug. 2006         | 17. März 2008                         | Marita Grabiak   | Handlung: Varina Bleil & Betsy Landis Schauspiel: Harry Victor & Dan E. Fesman   |
| 5          | 5         | Unbesiegbar                | Invincible         | 15. Aug. 2006        | 31. März 2008                         | Michael Grossman | Dan E. Fesman                                                                    |
| 6          | 6         | Dr. Nobel                  | Dr. Nobel          | 22. Aug. 2006        | 7. Apr. 2008                          | Jeff Woolnough   | Dan E. Fesman & Harry Victor                                                     |
| 7          | 7         | Auf Speed                  | Blink              | 29. Aug. 2006        | 14. Apr. 2008                         | Jeffery Levy     | Andrew Cosby & Jaime Paglia                                                      |
| 8          | 8         | Der Weihnachts-Virus       | Right as Raynes    | 5. Sep. 2006         | 21. Apr. 2008                         | Michael Rohl     | Johanna Stokes                                                                   |
| 9          | 9         | Urinstinkte                | Primal             | 12. Sep. 2006        | 28. Apr. 2008                         | Colin Bucksey    | Handlung: Karl Schaefer & Martin Weiss Schauspiel: Martin Weiss & Johanna Stokes |
| 10         | 10        | Pollenflug                 | Purple Haze        | 19. Sep. 2006        | 5. Mai 2008                           | David Straiton   | Handlung: Andrew Cosby & Jaime Paglia Schauspiel: Johanna Stokes                 |
| 11         | 11        | Hausordnung                | H.O.U.S.E. Rules   | 26. Sep. 2006        | 19. Mai 2008                          | Jeff Woolnough   | Harry Victor                                                                     |
| 12         | 12        | Einmal im Leben            | Once in a Lifetime | 3. Okt. 2006         | 26. Mai 2008                          | Michael Lange    | Handlung: Jaime Paglia & Johanna Stokes Schauspiel: Jaime Paglia & Andrew Cosby  |

## Staffel 2
Die Erstausstrahlung der zweiten Staffel war vom 10. Juli bis zum 2. Oktober 2007 auf dem US-amerikanischen Kabelsender Syfy zu sehen. Die deutschsprachige Erstausstrahlung sendete der deutsche Free-TV-Sender ProSieben vom 30. Juni bis zum 22. September 2008.
| Nr. (ges.) | Nr. (St.) | Deutscher Titel                | Originaltitel              | Erstausstrahlung USA | Deutschsprachige Erstausstrahlung (D) | Regie            | Drehbuch                                                 |
| ---------- | --------- | ------------------------------ | -------------------------- | -------------------- | ------------------------------------- | ---------------- | -------------------------------------------------------- |
| 13         | 1         | Die brennenden Wissenschaftler | Phoenix Rising             | 10. Juli 2007        | 30. Juni 2008                         | Michael Rohl     | Jaime Paglia                                             |
| 14         | 2         | Gefangen im Kraftfeld          | Try, Try Again             | 17. Juli 2007        | 7. Juli 2008                          | Michael Nankin   | Charlie Craig                                            |
| 15         | 3         | Stürmische Zeiten              | Unpredictable              | 24. Juli 2007        | 14. Juli 2008                         | Robert Lieberman | Thania St. John                                          |
| 16         | 4         | Das verrückte Licht            | Games People Play          | 31. Juli 2007        | 21. Juli 2008                         | Michael Rohl     | Johanna Stokes                                           |
| 17         | 5         | Achtung Meteoriten             | Duck, Duck Goose           | 7. Aug. 2007         | 28. Juli 2008                         | Michael Lange    | Ethan Matthew Lawrence                                   |
| 18         | 6         | Ansteckende Träume             | Noche de Sueños            | 14. Aug. 2007        | 4. Aug. 2008                          | Eric Laneuville  | Jaime Paglia                                             |
| 19         | 7         | Familientreffen                | Family Reunion             | 21. Aug. 2007        | 11. Aug. 2008                         | Michael Lange    | Handlung: Jane Espenson Schauspiel: Anne Cofell Saunders |
| 20         | 8         | Voll blöd                      | E = MC…?                   | 28. Aug. 2007        | 18. Aug. 2008                         | Tim Matheson     | Bruce Miller                                             |
| 21         | 9         | Der unsichtbare Erste          | Sight Unseen               | 4. Sep. 2007         | 25. Aug. 2008                         | Donna Deitch     | Charlie Craig & Thania St. John                          |
| 22         | 10        | Das Tor zur Ewigkeit           | God is in the Details      | 11. Sep. 2007        | 8. Sep. 2008                          | Michael Rohl     | Eric Wallace                                             |
| 23         | 11        | Unwiderstehlich                | Maneater                   | 18. Sep. 2007        | 8. Sep. 2008                          | Michael Robison  | Bruce Miller                                             |
| 24         | 12        | Der Fluch des Alchimisten      | All that Glitters          | 25. Sep. 2007        | 15. Sep. 2008                         | Michael Grossman | Thania St. John                                          |
| 25         | 13        | Eine Nacht bei Global Dynamics | A Night in Global Dynamics | 2. Okt. 2007         | 22. Sep. 2008                         | Michael Lange    | Jaime Paglia                                             |

## Staffel 3
Die Erstausstrahlung der dritten Staffel war vom 29. Juli 2008 bis zum 18. September 2009 auf dem US-amerikanischen Kabelsender Syfy zu sehen. Die deutschsprachige Erstausstrahlung sendete der deutsche Free-TV-Sender ProSieben vom 6. Juli 2009 bis zum 20. September 2010.
| Nr. (ges.) | Nr. (St.) | Deutscher Titel                   | Originaltitel                 | Erstausstrahlung USA | Deutschsprachige Erstausstrahlung (D) | Regie              | Drehbuch                                                                                  |
| ---------- | --------- | --------------------------------- | ----------------------------- | -------------------- | ------------------------------------- | ------------------ | ----------------------------------------------------------------------------------------- |
| 26         | 1         | Martha, sei nicht zickig          | Bad to the Drone              | 29. Juli 2008        | 6. Juli 2009                          | Bryan Spicer       | Jaime Paglia                                                                              |
| 27         | 2         | Re-Evolution                      | What About Bob?               | 5. Aug. 2008         | 13. Juli 2009                         | Fred Gerber        | Charlie Craig                                                                             |
| 28         | 3         | Braver Hund!                      | Best in Faux                  | 12. Aug. 2008        | 20. Juli 2009                         | Paul Holohan       | Bruce Miller                                                                              |
| 29         | 4         | Die Zeitschleife                  | I Do Over                     | 19. Aug. 2008        | 27. Juli 2009                         | Matt Earl Beesley  | Thania St. John                                                                           |
| 30         | 5         | Fargo und Königin Nyota           | Show Me the Mummy             | 26. Aug. 2008        | 3. Aug. 2009                          | Ernest Dickerson   | Curtis Kheel                                                                              |
| 31         | 6         | Captain Eureka                    | Phased and Confused           | 9. Sep. 2008         | 10. Aug. 2009                         | Michael Robison    | Nick Wauters                                                                              |
| 32         | 7         | Sonnige Zeiten                    | Here Come the Suns            | 16. Sep. 2008        | 12. Juli 2010                         | Oz Scott           | Jaime Paglia & Eric Wallace                                                               |
| 33         | 8         | In Ewigkeit Angst                 | From Fear to Eternity         | 23. Sep. 2008        | 19. Juli 2010                         | Eric Laneuville    | Thania St. John                                                                           |
| 34         | 9         | Willkommen zurück, Carter         | Welcome Back Carter           | 10. Juli 2009        | 26. Juli 2010                         | Matthew Diamond    | Bruce Miller                                                                              |
| 35         | 10        | Dein Gesicht oder meins?          | Your Face or Mine?            | 17. Juli 2009        | 2. Aug. 2010                          | Colin Ferguson     | Jaime Paglia                                                                              |
| 36         | 11        | Die fünfte Dimension              | Insane in the P-Brane         | 24. Juli 2009        | 9. Aug. 2010                          | Steve Miner        | Thania St. John                                                                           |
| 37         | 12        | Es ist nicht leicht, grün zu sein | It Ain't Easy Being Green     | 31. Juli 2009        | 16. Aug. 2010                         | Sarah Pia Anderson | Curtis Kheel                                                                              |
| 38         | 13        | Wenn ihr gebaut habt, kommen sie  | If You Build It…              | 7. Aug. 2009         | 23. Aug. 2010                         | Mike Rohl          | Bruce Miller                                                                              |
| 39         | 14        | Ein Schiff kommt selten allein    | Ship Happens                  | 14. Aug. 2009        | 30. Aug. 2010                         | Chris Fisher       | Charlie Craig                                                                             |
| 40         | 15        | Wasser marsch!                    | Shower the People             | 21. Aug. 2009        | 6. Sep. 2010                          | Stephen Surjik     | Thania St. John                                                                           |
| 41         | 16        | Wer ist Jack?                     | You Don't Know Jack           | 28. Aug. 2009        | 13. Sep. 2010                         | James Head         | Eric Wallace                                                                              |
| 42         | 17        | Eiszeit in Eureka                 | Have an Ice Day               | 11. Sep. 2009        | 20. Sep. 2010                         | Joe Morton         | Handlung: Joan Binder Weiss & Constance M. Burge Schauspiel: Bruce Miller & Charlie Craig |
| 43         | 18        | Nemesis                           | What Goes Around Comes Around | 18. Sep. 2009        | 20. Sep. 2010                         | Matt Hastings      | Jaime Paglia                                                                              |

## Staffel 4
Die Erstausstrahlung der vierten Staffel war vom 9. Juli 2010 bis zum 6. Dezember 2011 auf dem US-amerikanischen Kabelsender Syfy zu sehen. Die deutschsprachige Erstausstrahlung der ersten 20 Episoden sendete der deutsche Free-TV-Sender ProSieben vom 11. April 2011 bis zum 30. Januar 2012. Die 21. Episode (Weihnachtsspecial) wurde am 22. Mai 2013 von Syfy im deutschen TV zum ersten Mal ausgestrahlt.
| Nr. (ges.) | Nr. (St.) | Deutscher Titel               | Originaltitel                | Erstausstrahlung USA | Deutschsprachige Erstausstrahlung (D) | Regie             | Drehbuch                                                       |
| ---------- | --------- | ----------------------------- | ---------------------------- | -------------------- | ------------------------------------- | ----------------- | -------------------------------------------------------------- |
| 44         | 1         | Gründertag                    | Founder’s Day                | 9. Juli 2010         | 11. Apr. 2011                         | Matt Hastings     | Jaime Paglia                                                   |
| 45         | 2         | Der große, rote Elf           | A New World                  | 16. Juli 2010        | 18. Apr. 2011                         | Michael Robison   | Bruce Miller                                                   |
| 46         | 3         | Lyncht Fargo                  | All the Rage                 | 23. Juli 2010        | 2. Mai 2011                           | Michael Rohl      | Kira Snyder                                                    |
| 47         | 4         | Die Knallgasreaktion          | The Story of O2              | 30. Juli 2010        | 9. Mai 2011                           | Colin Ferguson    | Handlung: Jill Blotevogel Schauspiel: Eric Tuchman             |
| 48         | 5         | Der menschliche Magnet        | Crossing Over                | 6. Aug. 2010         | 16. Mai 2011                          | Michael Robison   | Paula Yoo                                                      |
| 49         | 6         | Glamour-Camping               | Momstrosity                  | 13. Aug. 2010        | 23. Mai 2011                          | Michael Rohl      | Terri Hughes Burton & Ron Milbauer                             |
| 50         | 7         | Hausbau mit Hindernissen      | Stoned                       | 20. Aug. 2010        | 30. Mai 2011                          | Joe Morton        | Eric Wallace                                                   |
| 51         | 8         | Akte Ex                       | The Ex-Files                 | 27. Aug. 2010        | 6. Juni 2011                          | Chris Fisher      | Amy Berg                                                       |
| 52         | 9         | Wir sehen uns wieder          | I’ll Be Seeing You           | 10. Sep. 2010        | 20. Juni 2011                         | Michael Robison   | Jaime Paglia                                                   |
| 53         | 10        | Stille Stadt, heilige Stadt   | O Little Town                | 7. Dez. 2010         | 2. Jan. 2012                          | Matt Hastings     | Eric Tuchman                                                   |
| 54         | 11        | Abgehoben                     | Liftoff                      | 11. Juli 2011        | 2. Jan. 2012                          | Mike Rohl         | Handlung: Jaime Paglia & Bruce Miller Schauspiel: Bruce Miller |
| 55         | 12        | Reprise                       | Reprise                      | 18. Juli 2011        | 2. Jan. 2012                          | Matt Hastings     | Amy Berg                                                       |
| 56         | 13        | Ein Blick in die Zukunft      | Glimpse                      | 25. Juli 2011        | 9. Jan. 2012                          | Michael Robison   | Ed Fowler                                                      |
| 57         | 14        | Guten Flug!                   | Up in the Air                | 1. Aug. 2011         | 9. Jan. 2012                          | Alexandra LaRoche | Kira Snyder                                                    |
| 58         | 15        | Omega Girls                   | Omega Girls                  | 8. Aug. 2011         | 16. Jan. 2012                         | Salli Richardson  | Eric Wallace & Jaime Paglia                                    |
| 59         | 16        | Milben und Kraniche           | Of Mites and Men             | 15. Aug. 2011        | 16. Jan. 2012                         | Mike Rohl         | Terri Hughes Burton & Ron Milbauer                             |
| 60         | 17        | Todesnebel                    | Clash of the Titans          | 22. Aug. 2011        | 23. Jan. 2012                         | Michael Robison   | Eric Tuchman & Paula Yoo                                       |
| 61         | 18        | Damals im Space Camp          | This One Time at Space Camp… | 29. Aug. 2011        | 23. Jan. 2012                         | Andrew Seklir     | Amy Berg                                                       |
| 62         | 19        | Ein kleiner Schritt           | One Small Step               | 12. Sep. 2011        | 30. Jan. 2012                         | Michael Robison   | Bruce Miller                                                   |
| 63         | 20        | Ein Riesenschritt             | One Giant Leap               | 19. Sep. 2011        | 30. Jan. 2012                         | Matt Hastings     | Jaime Paglia                                                   |
| 64         | 21        | Schneeflöckchen, Weißröckchen | Do You See What I See        | 6. Dez. 2011         | 22. Mai 2013                          | Matt Hastings     | Amy Berg & Eric Tuchman                                        |

## Staffel 5
Die Erstausstrahlung der fünften Staffel war vom 16. April bis zum 16. Juli 2012 auf dem US-amerikanischen Sender Syfy zu sehen. Die deutschsprachige Erstausstrahlung sendete der deutsche Free-TV-Sender ProSieben seit dem 27. August 2012. Die Ausstrahlung wurde allerdings wegen schlechter Quoten bereits nach fünf Teilen abgebrochen und wurde vom 19. bis zum 27. März 2013 auf Syfy fortgeführt.
| Nr. (ges.) | Nr. (St.) | Deutscher Titel                  | Originaltitel       | Erstausstrahlung USA | Deutschsprachige Erstausstrahlung (D) | Regie             | Drehbuch                                                       |
| ---------- | --------- | -------------------------------- | ------------------- | -------------------- | ------------------------------------- | ----------------- | -------------------------------------------------------------- |
| 65         | 1         | Die Zeitverschiebung             | Lost                | 16. Apr. 2012        | 27. Aug. 2012                         | Matt Hastings     | Jaime Paglia                                                   |
| 66         | 2         | Die Wahrheit                     | The Real Thing      | 23. Apr. 2012        | 3. Sep. 2012                          | Michael Robison   | Bruce Miller                                                   |
| 67         | 3         | Erzwungener Abbruch              | Force Quit          | 30. Apr. 2012        | 10. Sep. 2012                         | Mike Rohl         | Terri Hughes Burton & Ron Milbauer                             |
| 68         | 4         | Feuer auf Abwegen                | Friendly Fire       | 7. Mai 2012          | 17. Sep. 2012                         | Mike Rohl         | Amy Berg                                                       |
| 69         | 5         | Körpertausch                     | Jack Of All Trades  | 14. Mai 2012         | 24. Sep. 2012                         | Jaime Paglia      | Handlung: Jaime Paglia Schauspiel: Eric Wallace                |
| 70         | 6         | Worst Case Szenario              | Worst Case Scenario | 21. Mai 2012         | 19. März 2013                         | Salli Richardson  | Jill Blotevogel                                                |
| 71         | 7         | Ex-Machina                       | Ex-Machina          | 4. Juni 2012         | 20. März 2013                         | Michael Robison   | Kira Snyder                                                    |
| 72         | 8         | Der Feynman-Tag                  | In Too Deep         | 11. Juni 2012        | 20. März 2013                         | Colin Ferguson    | Terri Hughes Burton & Ron Milbaugher                           |
| 73         | 9         | Smarter Carter                   | Smarter Carter      | 18. Juni 2012        | 25. März 2013                         | Alexandra LaRoche | Paula Yoo & Ed Fowler                                          |
| 74         | 10        | Flitterwochen                    | The Honeymooners    | 25. Juni 2012        | 25. März 2013                         | Joe Morton        | Eric Tuchman                                                   |
| 75         | 11        | Spieglein, Spieglein an der Wand | Mirror, Mirror      | 3. Juli 2012         | 26. März 2013                         | Mike Rohl         | Bruce Miller                                                   |
| 76         | 12        | Doppelgänger                     | Double Take         | 10. Juli 2012        | 26. März 2013                         | Matt Hastings     | Margaret Dunlap, Nina Fiore & John Herrera                     |
| 77         | 13        | Ein ganz normaler Tag            | Just Another Day    | 16. Juli 2012        | 27. März 2013                         | Matt Hastings     | Handlung: Bruce Miller & Jaime Paglia Schauspiel: Jaime Paglia |